# Sayada (Mostaganem)
Sayada (în arabă صيادة) este o comună din provincia Mostaganem, Algeria.
Populația comunei este de 28.675 de locuitori (2008).